# Liste der Biografien/Schew
Liste der Biografien |
Portal Biografien |
Personensuche
# |
A |
B |
C |
D |
E |
F |
G |
H |
I |
J |
K |
L |
M |
N |
O |
P |
Q |
R |
S |
T |
U |
V |
W |
X |
Y |
Z |
?
 
Sa |
Sb |
Sc |
Sd |
Se |
Sf |
Sg |
Sh |
Si |
Sj |
Sk |
Sl |
Sm |
Sn |
So |
Sp |
Sq |
Sr |
Ss |
St |
Su |
Sv |
Sw |
Sy |
Sz
 
Sca–Sce |
Sch |
Sci–Scz
 
Scha |
Schc |
Schd |
Sche |
Schg |
Schi |
Schj |
Schk |
Schl |
Schm |
Schn |
Scho |
Schp |
Schr |
Schs |
Scht |
Schu |
Schv |
Schw |
Schy
 
Scheb |
Schec |
Sched |
Schee |
Schef |
Scheg |
Scheh |
Schei |
Schej |
Schek |
Schel |
Schem |
Schen |
Schep |
Scher |
Sches |
Schet |
Scheu |
Schev |
Schew |
Schex |
Schey
Die Liste der Biografien führt alle Personen auf, die in der deutschsprachigen Wikipedia einen Artikel haben. Dieses ist eine Teilliste mit 71 Einträgen von Personen, deren Namen mit den Buchstaben „Schew“ beginnt.

## Schew

### Schewa
- Schewachow, Nikolai Dawidowitsch, russischer religiöser Führer
- Schewaho, Kostjantyn (* 1974), ukrainischer Unternehmer und Abgeordneter der Werchowna Rada
- Schewardnadse, Eduard (1928–2014), sowjetischer Außenminister (1985–1990), georgischer Staatspräsident (1995–2003)Eduard Schewardnadse (1928–2014)

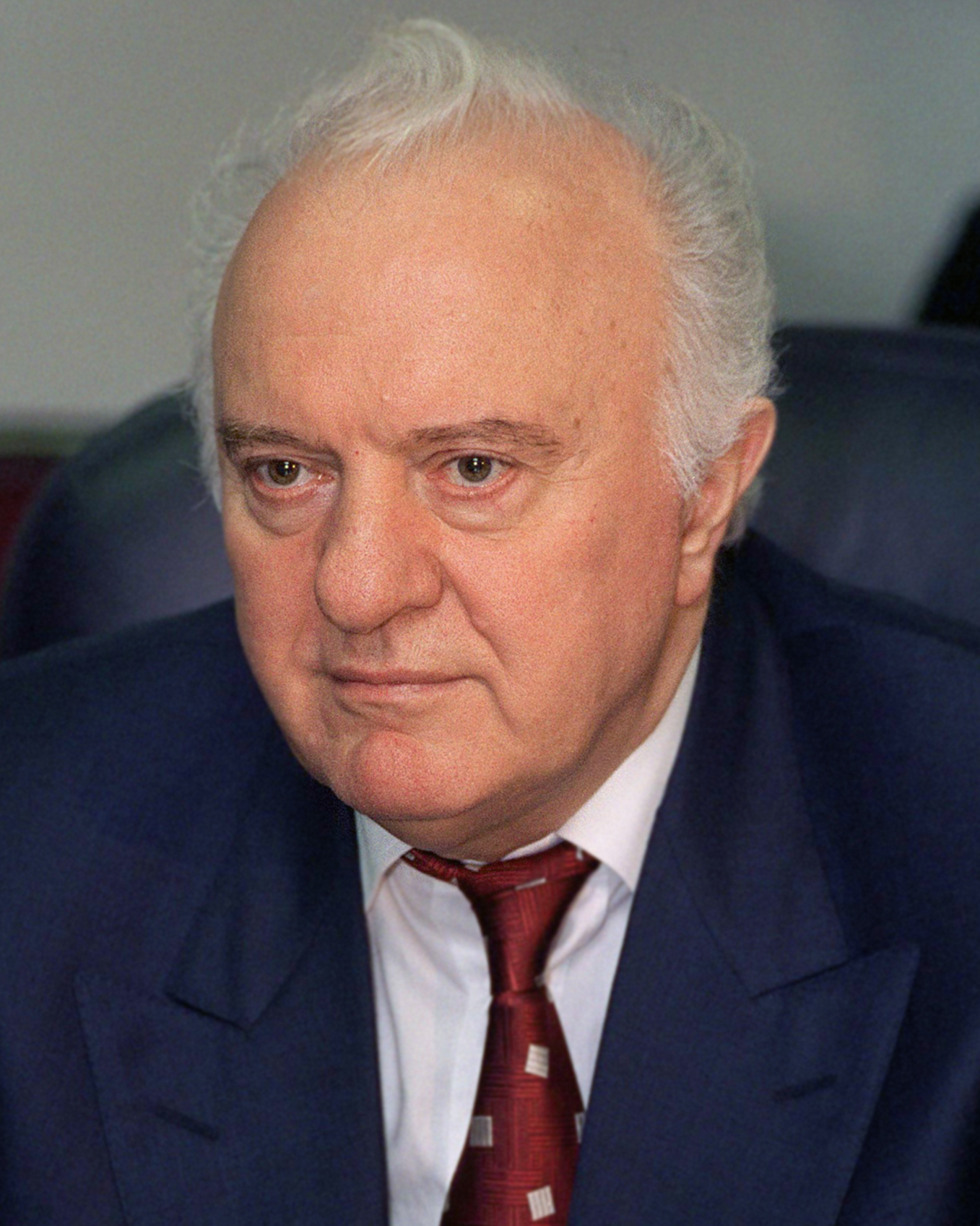
Eduard Schewardnadse (1928–2014)

- Schewardnadse, Sofija Paatowna (* 1978), georgische Journalistin

### Schewe
- Schewe, Dieter (1924–2014), deutscher Ministerialbeamter im Bundesarbeitsministerium
- Schewe, Georg (1909–1989), deutscher Offizier, zuletzt Korvettenkapitän
- Schewe, Günter (1930–1997), deutscher Rechtsmediziner
- Schewe, Heinz (1921–2009), deutscher Journalist
- Schewe, Josef (1921–1978), deutscher römisch-katholischer Theologe
- Schewe, Max (1896–1951), deutscher Maler, Zeichner und Graphiker
- Schewe, Waldemar (1940–2016), deutscher evangelischer Theologe, Regionalbischof
- Schewe-Gerigk, Irmingard (* 1948), deutsche Politikerin (Bündnis 90/Die Grünen)
- Schewel, Heorhij (1919–1989), sowjetisch-ukrainischer Politiker
- Scheweleit, Mike (* 1965), deutscher Tischtennisspieler
- Scheweljow, Olexandr (* 1987), ukrainischer Handballspieler
- Schewerschejew, Lewki Iwanowitsch (1881–1942), russisch-sowjetischer Fabrikant, Büchersammler und Mäzen
- Schewetta, Francis (1919–2007), französischer Sprinter

### Schewi
- Schewick, Barbara van (* 1972), deutsche Informatikerin und Rechtswissenschaftlerin
- Schewick, Hans-Jürgen van (* 1943), deutscher Jurist, Richter am Bundesverwaltungsgericht
- Schewick, Heinz-Helmich van (* 1940), deutscher Politiker (CDU), MdL
- Schewior, Eva, deutsche Juristin, Präsidentin des Deutschen Patent- und Markenamtes
- Schewior, Hilde (1896–1955), deutsche Tänzerin, Choreografin, Schauspielerin und Souffleuse
- Schewior-Popp, Susanne (* 1955), deutsche Pflegewissenschaftlerin

### Schewj
- Schewjakow, Lew Dmitrijewitsch (1889–1963), russischer Montanwissenschaftler und Hochschullehrer
- Schewjakow, Wladimir Timofeewitsch (1859–1930), russischer Biologe

### Schewr
- Schewrin, Lew Naumowitsch (1935–2021), russischer Mathematiker

### Schewt
- Schewtschenko, Alexander (* 2000), russischer Tennisspieler
- Schewtschenko, Alexandra (* 1988), ukrainische Frauenrechtlerin, Aktivistin der Gruppe FEMEN
- Schewtschenko, Anastassija Alexandrowna (* 1999), russische Biathletin
- Schewtschenko, Andrij (* 1976), ukrainischer Journalist, Politiker und Diplomat
- Schewtschenko, Andrij (* 1976), ukrainischer FußballspielerAndrij Schewtschenko (* 1976)

Andrij Schewtschenko (* 1976)

- Schewtschenko, Anna (* 1993), kasachische Skilangläuferin
- Schewtschenko, Anschelika (* 1987), ukrainische Leichtathletin
- Schewtschenko, Dmitri (* 1995), kasachisch-russischer Eishockeyspieler
- Schewtschenko, Dmitri Igorewitsch (* 1968), russischer Diskuswerfer
- Schewtschenko, Dmitri Stepanowitsch (* 1967), sowjetischer Fechter und Fechttrainer
- Schewtschenko, Ihor (* 1971), ukrainischer Rechtsanwalt und Politiker
- Schewtschenko, Inna (* 1990), ukrainische Frauenrechtlerin, Aktivistin der Gruppe FemenInna Schewtschenko (* 1990)

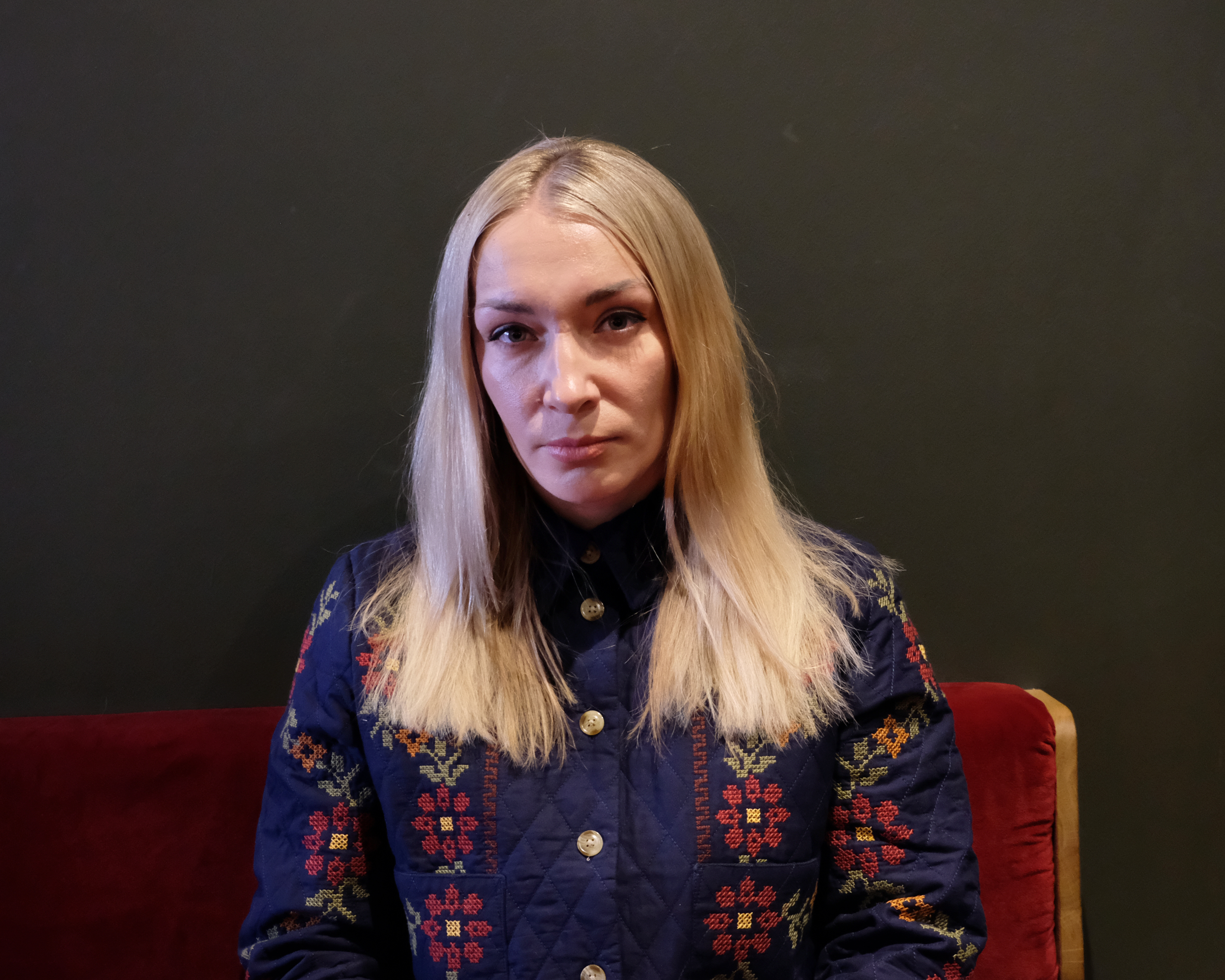
Inna Schewtschenko (* 1990)

- Schewtschenko, Jelena Nikolajewna (* 1971), russische Kunstturnerin
- Schewtschenko, Juri Leonidowitsch (* 1947), russischer Politiker und Mediziner
- Schewtschenko, Kyrylo (* 1972), ukrainischer Bankier
- Schewtschenko, Ljudmyla (* 1970), russisch-ukrainische Handballspielerin
- Schewtschenko, Maxim Leonardowitsch (* 1966), russischer Journalist und Fernsehmoderator
- Schewtschenko, Mykyta (* 1993), ukrainischer Fußballtorhüter
- Schewtschenko, Olena (* 1982), ukrainische LGBTIQ-Aktivistin
- Schewtschenko, Taras (1814–1861), ukrainischer Dichter und Maler
- Schewtschenko, Wadym (1956–2023), sowjetisch-ukrainischer Fußballspieler und -schiedsrichter
- Schewtschenko, Walentyn (* 1948), ukrainischer Dreispringer
- Schewtschenko, Walentyna (1926–2016), sowjetisch-ukrainische Architektin und Restauratorin
- Schewtschenko, Walentyna (1935–2020), ukrainische Politikerin
- Schewtschenko, Walentyna (* 1975), ukrainische Skilangläuferin
- Schewtschenko, Walentyna (* 1988), kirgisisch-peruanische Mixed-Martial-Arts-Kämpferin
- Schewtschenko, Wladimir Wassiljewitsch (1907–1996), sowjetischer Flugzeugkonstrukteur und Testpilot
- Schewtschuk, Andrei (* 1970), russischer Speerwerfer
- Schewtschuk, Jewgeni Wassiljewitsch (* 1968), transnistrischer Politiker und Präsident
- Schewtschuk, Juri Julianowitsch (* 1957), russischer Sänger, Musiker, Dichter, Komponist, Produzent und Schauspieler
- Schewtschuk, Mychajlo (* 1994), ukrainischer Eishockeytorwart
- Schewtschuk, Swjatoslaw (* 1970), ukrainischer Geistlicher, Großerzbischof von Kiew-HalytschSwjatoslaw Schewtschuk (* 1970)

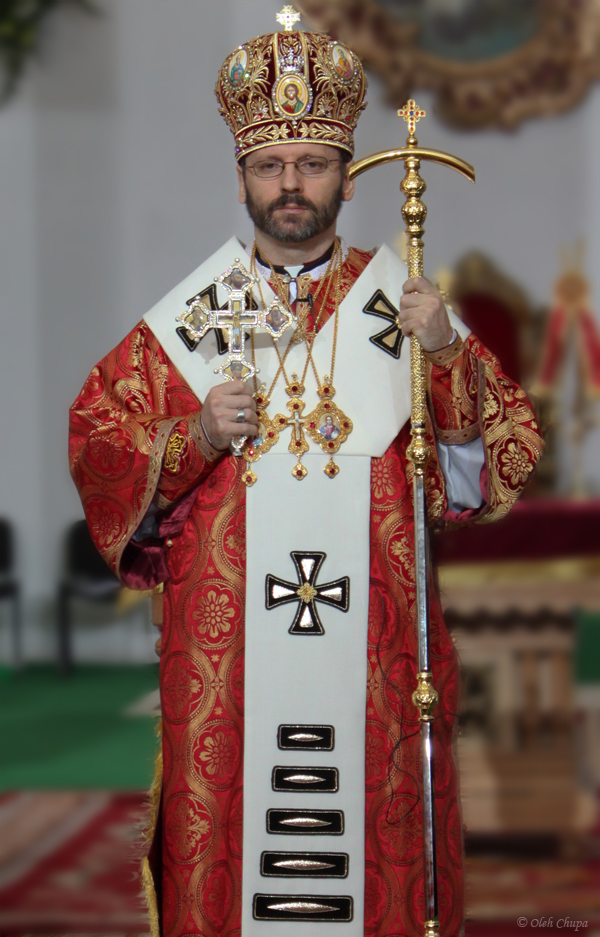
Swjatoslaw Schewtschuk (* 1970)

- Schewtschuk, Walerij (1939–2025), ukrainischer Schriftsteller, Übersetzer und Literaturwissenschaftler
- Schewtschuk, Wjatscheslaw (* 1979), ukrainischer Fußballspieler

### Schewz
- Schewzow, Juri (* 1959), belarussischer Handballtrainer
- Schewzow, Leonti Pawlowitsch (* 1946), sowjetischer bzw. russischer General
- Schewzow, Oleg Borissowitsch (* 1971), russischer Eishockeyspieler
- Schewzow, Serhij (* 1998), ukrainischer Schwimmer
- Schewzowa, Anna Leonidowna (* 1982), russische Skeletonpilotin
- Schewzowa, Irina Gennadjewna (* 1983), sowjetisch-russische Mathematikerin und Hochschullehrerin
- Schewzowa, Lilija Fjodorowna (* 1951), russische Politikwissenschaftlerin, Journalistin und Autorin
- Schewzowa, Ljubow Grigorjewna (1924–1943), russische Widerstandskämpferin gegen den Nationalsozialismus
- Schewzowa, Ljudmila Iwanowna (* 1934), sowjetisch-ukrainische Leichtathletin und Olympiasiegerin
- Schewzowa, Natalja Nikolajewna (* 1974), russische Sprinterin
- Schewzowa, Tatjana Wiktorowna (* 1969), russische Politikerin